# Serrat de les Serveres
El Serrat de les Serveres, en alguns mapes denominat la Tisora, és un serrat del terme municipal de Monistrol de Calders, a la comarca del Moianès.
És al sud-est del poble mateix de Monistrol de Calders, al sud-oest de Trullars. Separa les valls del torrent de l'Om, a migdia, i de la riera de Sant Joan, al nord. Està envoltat pel nord i ponent per la Urbanització Masia del Solà. En el Serrat de les Serveres hi ha instal·lat el repetidor local de telecomunicacions.
En el seu vessant nord s'estenen, de ponent a llevant, la Baga del Solà i la Baga de Saladic, i en el seu extrem oriental es troba el Collet de l'Esquirol. En el sector nord-est es troba el Codro Barret i el Sot de l'Arç.
En el gran incendi forestal del 2003, el Serrat de les Serveres i el Sot de l'Arç foren totalment devastats per les flames, però fou el lloc on s'aconseguí frenar l'incendi, sense que entrés en la Urbanització Masia del Solà ni en el poble.